# Heavy Moonshine
 (octobre 2022).
La mise en forme du texte ne suit pas les recommandations de Wikipédia : il faut le « wikifier ».
Les points d'amélioration suivants sont les cas les plus fréquents. Le détail des points à revoir est peut-être précisé sur la page de discussion.
- Les titres sont pré-formatés par le logiciel. Ils ne sont ni en capitales, ni en gras.
- Le texte ne doit pas être écrit en capitales (les noms de famille non plus), ni en gras, ni en italique, ni en « petit »…
- Le gras n'est utilisé que pour surligner le titre de l'article dans l'introduction, une seule fois.
- L'italique est rarement utilisé : mots en langue étrangère, titres d'œuvres, noms de bateaux, etc.
- Les citations ne sont pas en italique mais en corps de texte normal. Elles sont entourées par des guillemets français : « et ».
- Les listes à puces sont à éviter, des paragraphes rédigés étant largement préférés. Les tableaux sont à réserver à la présentation de données structurées (résultats, etc.).
- Les appels de note de bas de page (petits chiffres en exposant, introduits par l'outil «  Source ») sont à placer entre la fin de phrase et le point final[comme ça].
- Les liens internes (vers d'autres articles de Wikipédia) sont à choisir avec parcimonie. Créez des liens vers des articles approfondissant le sujet. Les termes génériques sans rapport avec le sujet sont à éviter, ainsi que les répétitions de liens vers un même terme.
- Les liens externes sont à placer uniquement dans une section « Liens externes », à la fin de l'article. Ces liens sont à choisir avec parcimonie suivant les règles définies. Si un lien sert de source à l'article, son insertion dans le texte est à faire par les notes de bas de page.
- La présentation des références doit suivre les conventions bibliographiques. Il est recommandé d'utiliser les modèles {{Ouvrage}}, {{Chapitre}}, {{Article}}, {{Lien web}} et/ou {{Bibliographie}}. Le mode d'édition visuel peut mettre en forme automatiquement les références.
- Insérer une infobox (cadre d'informations à droite) n'est pas obligatoire pour parachever la mise en page.

Pour une aide détaillée, merci de consulter Aide:Wikification.
Si vous pensez que ces points ont été résolus, vous pouvez retirer ce bandeau et améliorer la mise en forme d'un autre article.
Heavy Moonshine est un groupe de rock blues créé en 1968 par Guy Feuillye (chant/guitare) et Robin Crommar (basse) avec Alain Crepin (lead guitare) et Jean-Paul Mercier (batterie),,. 
Originaire de Boulogne-sur-Mer, il s'appelle d'abord Sound puis Heavy Moonshine. L'un des groupes français les plus appréciés au Golf Drouot entre 1968 et 1970, il change de nom et devient Century. Plus commercial, il enregistra alors sous la production de Jacques Morali quatre 45 tours avec successivement Jean Marc Goldstein et Paul Farges (ex-Triangle) aux guitares leads. 

De la formation d’origine, seul Guy Feuillye joue encore sous son nom dans le style Rock/Blues des années 1970.
Les groupes du Nord Pas de Calais dont Heavy Moonshine et The Sound apparaissent sur le Site 60's 70's Nord pas de Calais[source insuffisante] et pour ces 2 groupes quelques documents des revues Rock&Folk Extra et Best des 70's.

## Discographie
- 1970 : Woudi Woudi (Would He, Would He)
- 1970 : Why
- 1971 : Jolie jolie secretary Miss Annabel
- 1971 : Sounds of A G
- 1971 : Seattle town